# Шейка (приток Тетерева)
Ше́йка (укр. Ши́йка) — река на Украине, левый приток Тетерева (бассейн Днепра). Длина 24 км, уклон 1,5 м/км, площадь водосборного бассейна 153 км². В «Каталоге рек Украины» (1957) упоминается один левый приток — Стрибежская (укр. Стрибезька).
Протекает по территории Романовского и Житомирского районов Житомирской области. Берёт начало около села Червоные Хатки, далее протекает по территории Житомирского района и впадает в Тетерев в 269 км выше его устья. По течению находится большой пруд, построенный для разведения различных видов рыб. В реке имеются притоки, однако они очень малы, но весьма существенно пополняют водные запасы реки.